# Kabinett Rocard I
Das Kabinett Rocard I war die französische Regierung vom 10. Mai 1988 bis zum 22. Juni 1988 unter Premierminister Michel Rocard. Rocard wurde am 10. Mai ernannt, die Liste der weiteren Regierungsmitglieder am 13. und 14. Mai veröffentlicht.
Die Regierung folgte auf das Kabinett Chirac II, das nach der Präsidentschaftswahl 1988 zurückgetreten war. Der wiedergewählte sozialistische Staatspräsident François Mitterrand wollte nach seinem Wahlsieg die Cohabitation mit den Gaullisten und Zentristen beenden, indem er mit Rocard einen Sozialisten zum Premierminister ernannte und die Nationalversammlung auflöste. Die Regierung war daher nur als Übergang bis zum Abschluss der Parlamentswahlen 1988 im Amt und trat entsprechend kurz nach diesen zurück. Aus ihr ging das Kabinett Rocard II hervor.
Dem Kabinett gehörten neben Mitgliedern der Parti Socialiste und ihres Bündnispartners Mouvement des radicaux de gauche auch einige Parteilose und Mitglieder aus dem Parteienbündnis der Union pour la démocratie française an.

## Kabinett

### Minister
Dem Kabinett gehörten folgende Minister an:
| Amt                                                                 | Name                    |  | Partei    | Beginn der Amtszeit | Ende der Amtszeit |
| ------------------------------------------------------------------- | ----------------------- |  | --------- | ------------------- | ----------------- |
| Premierminister                                                     | Michel Rocard           |  | PS        | 10. Mai 1988        | 22. Juni 1988     |
| Staatsminister, Minister für nationale Bildung, Forschung und Sport | Lionel Jospin           |  | PS        | 13. Mai 1988        | 22. Juni 1988     |
| Staatsminister, Minister für Wirtschaft, Finanzen und Haushalt      | Pierre Bérégovoy        |  | PS        | 13. Mai 1988        | 22. Juni 1988     |
| Staatsminister, Minister für Ausrüstung und Wohnungsbau             | Maurice Faure           |  | MRG       | 13. Mai 1988        | 22. Juni 1988     |
| Staatsminister, Außenminister                                       | Roland Dumas            |  | PS        | 13. Mai 1988        | 22. Juni 1988     |
| Siegelbewahrer, Justizminister                                      | Pierre Arpaillange      |  | parteilos | 13. Mai 1988        | 22. Juni 1988     |
| Verteidigungsminister                                               | Jean-Pierre Chevènement |  | PS        | 13. Mai 1988        | 22. Juni 1988     |
| Innenminister                                                       | Pierre Joxe             |  | PS        | 13. Mai 1988        | 22. Juni 1988     |
| Minister für Industrie, Außenhandel und Raumplanung                 | Roger Fauroux           |  | parteilos | 13. Mai 1988        | 22. Juni 1988     |
| Europaministerin                                                    | Édith Cresson           |  | PS        | 13. Mai 1988        | 22. Juni 1988     |
| Verkehrsminister                                                    | Louis Mermaz            |  | PS        | 13. Mai 1988        | 22. Juni 1988     |
| Minister für den öffentlichen Dienst und Verwaltungsreformen        | Michel Durafour         |  | UDF-PR    | 13. Mai 1988        | 22. Juni 1988     |
| Minister für Soziales und Beschäftigung                             | Michel Delebarre        |  | PS        | 13. Mai 1988        | 22. Juni 1988     |
| Minister für Zusammenarbeit und Entwicklung                         | Jacques Pelletier       |  | UDF-PR    | 13. Mai 1988        | 22. Juni 1988     |
| Minister für Kultur und Kommunikation                               | Jack Lang               |  | PS        | 13. Mai 1988        | 22. Juni 1988     |
| Minister für Landwirtschaft und Forsten                             | Henri Nallet            |  | PS        | 13. Mai 1988        | 22. Juni 1988     |
| Minister für Post, Telekommunikation und den Weltraum               | Paul Quilès             |  | PS        | 13. Mai 1988        | 22. Juni 1988     |
| Meeresminister                                                      | Louis Le Pensec         |  | PS        | 13. Mai 1988        | 22. Juni 1988     |
| Minister für die Beziehungen zum Parlament                          | Jean Poperen            |  | PS        | 13. Mai 1988        | 22. Juni 1988     |

### Beigeordnete Minister und Staatssekretäre
Dem Kabinett gehören ferner folgende Beigeordnete Minister und Staatssekretäre an:
| Amt                                                                           | Ministerium                            | Name                  |  | Partei    | Beginn der Amtszeit | Ende der Amtszeit |
| ----------------------------------------------------------------------------- | -------------------------------------- | --------------------- |  | --------- | ------------------- | ----------------- |
| Beigeordneter Minister für die Überseegebiete                                 | Premierminister                        | Olivier Stirn         |  | parteilos | 13. Mai 1988        | 22. Juni 1988     |
| Beigeordneter Minister für Forschung                                          | Nationale Bildung, Forschung und Sport | Hubert Curien         |  | parteilos | 13. Mai 1988        | 22. Juni 1988     |
| Beigeordnete Ministerin ohne eigenen Geschäftsbereich                         | Außenministerium                       | Edwige Avice          |  | PS        | 13. Mai 1988        | 22. Juni 1988     |
| Beigeordneter Minister für Raumplanung und Deindustrialisierung               | Industrie, Außenhandel und Raumplanung | Jacques Chérèque      |  | parteilos | 13. Mai 1988        | 22. Juni 1988     |
| Beigeordneter Minister für Handel, Handwerk und Tourismus                     | Industrie, Außenhandel und Raumplanung | François Doubin       |  | MRG       | 13. Mai 1988        | 22. Juni 1988     |
| Beigeordnete Ministerin für Familie, Frauenrechte, Solidarität und Rückkehrer | Soziales und Beschäftigung             | Georgina Dufoix       |  | PS        | 13. Mai 1988        | 22. Juni 1988     |
| Beigeordneter Minister für Gesundheit und soziale Sicherung                   | Soziales und Beschäftigung             | Claude Evin           |  | PS        | 13. Mai 1988        | 22. Juni 1988     |
| Beigeordnete Ministerin für Kommunikation                                     | Kultur und Kommunikation               | Catherine Tasca       |  | PS        | 13. Mai 1988        | 22. Juni 1988     |
| Staatssekretär für Veteranen                                                  | ohne Zuordnung                         | Jacques Mellick       |  | PS        | 13. Mai 1988        | 22. Juni 1988     |
| Staatssekretär für Planung                                                    | Premierminister                        | Lionel Stoléru        |  | UDF-PR    | 13. Mai 1988        | 22. Juni 1988     |
| Staatssekretär für Umwelt                                                     | Premierminister                        | Brice Lalonde         |  | parteilos | 13. Mai 1988        | 22. Juni 1988     |
| Staatssekretär ohne eigenen Geschäftsbereich                                  | Premierminister                        | Tony Dreyfus          |  | PS        | 13. Mai 1988        | 22. Juni 1988     |
| Staatssekretär für technische Ausbildung                                      | Nationale Bildung, Forschung und Sport | Robert Chapuis        |  | PS        | 13. Mai 1988        | 22. Juni 1988     |
| Staatssekretär für Sport                                                      | Nationale Bildung, Forschung und Sport | Roger Bambuck         |  | parteilos | 13. Mai 1988        | 22. Juni 1988     |
| Staatssekretärin für Verbraucher                                              | Wirtschaft, Finanzen und Haushalt      | Véronique Neiertz     |  | PS        | 13. Mai 1988        | 22. Juni 1988     |
| Staatssekretär für Wohnungsbau                                                | Ausrüstung und Wohnungsbau             | Philippe Essig        |  | parteilos | 13. Mai 1988        | 22. Juni 1988     |
| Staatssekretär für Großprojekte                                               | Ausrüstung und Wohnungsbau             | Émile Biasini         |  | parteilos | 13. Mai 1988        | 22. Juni 1988     |
| Staatssekretär für internationale Kulturbeziehungen und Frankophonie          | Außenministerium                       | Thierry de Beaucé     |  | parteilos | 13. Mai 1988        | 22. Juni 1988     |
| Staatssekretär für Gebietskörperschaften                                      | Innenministerium                       | Jean-Michel Boucheron |  | PS        | 13. Mai 1988        | 22. Juni 1988     |
| Staatssekretär für Wasserstraßen und Straßenverkehr                           | Verkehr                                | Georges Sarre         |  | PS        | 13. Mai 1988        | 22. Juni 1988     |
| Staatssekretär für berufliche Bildung                                         | Soziales und Beschäftigung             | André Laignel         |  | PS        | 13. Mai 1988        | 22. Juni 1988     |
| Staatssekretär für soziale Integration                                        | Soziales und Beschäftigung             | Bernard Kouchner      |  | parteilos | 13. Mai 1988        | 22. Juni 1988     |
| Staatssekretärin für alte Menschen und Menschen mit Behinderungen             | Soziales und Beschäftigung             | Catherine Trautmann   |  | PS        | 13. Mai 1988        | 22. Juni 1988     |